# 叢束理論
叢束理论，由18世纪的苏格兰哲学家大卫·休谟對於本体论有关客體在其中一个对象的理論比喻，主張「客體」只是属性和关系的組合。
根据叢束理论，对象由其属性组成，仅此而已。因此，如果没有属性的对象，就不能假想这样的对象。例如，当我们想到一个苹果时，就会想到它的特质：红色、圆形、是一种水果等等。除了这些特性外，没有其他东西。苹果也不过是其特性的組合。

## 論點
叢束理论的普遍理由是难以构想或描述一个物体，同时又不构想或描述其属性，尤其是在英美传统的现今哲学家中。
该理論认为，人们无法设想一个沒有任何屬性的特定事物，这与物质理论相反。约翰·洛克（ John Locke）在描述一种物质本身时，除了其性质之外，还談到了细节概念上的困难： “某樣東西，我們原本不知道是什麼。然後我們對它有了一個想法，我們便給它起了一個通用的名稱，這只不過是我們發現存在那些物質的假定。
对象的屬性界定可能会使这种论点复杂化。但是，该论点得出的结论是，对於细节的概念都是属性而已。這些屬性都會成为物体的唯一概念，因此证明了叢束理论是合理的。

## 爭议
叢束理论认为，把一切属性束縛在一起。但是該理論並没有描述到它们如何捆绑在一起。例如，叢束理论把苹果视为红色、多汁。但缺乏基本物质。苹果在這情況下只屬於一種性質。 休謨在他的作品中亦運用了這理論來解說人格同一性：“我可以把人格描述為不过是捆绑在一起或不同观念的屬性，彼此不斷地交替、并且不断地变化。” 
批評者質疑捆綁理論如何解釋屬性的共相（這些屬性之間的統一性關係）而沒有潛在的實質物體。批評者還質疑，如果沒有兩個既定的特性都存在於同一物體中，那麼如何確定它們是同一物體。
传统的叢束理论把不同的屬性結合在一起從而定义一个对象。因此，不同的屬性组合产生了不同的对象。例如，紅色和多汁可能會在其他的情況出現，因为它们可以在不同的組合產生出一系列的属性，由此，便會產生出“看起来像苹果”的情況。
相比之下，物質理論提出這些屬性是一起發現的，因為它是本身具有這些屬性，從而解釋了屬性的存在。在物質理論中，物質是其中具有屬性的事物。例如，紅色和多汁是因為紅色和多汁是在蘋果本身當中。
叢束物質理論解释了物質的普遍性。具体来说，它坚持认為物體本身就是一种物質。因此，而不是通過事物或任何其他非經驗的基礎層來確定。因此，物質的叢束理論跟物質理論仍然是不同的。

## 佛教
佛教中觀學派哲学家月稱使用物体的整体性来证明所谓的七重推理缺乏本质。在他的作品《入中論》 （梵文： Madhyamakāvatāra ）中，他提出：
[The self] is like a cart, which is not other than its parts, not non-other, and does not possess them. It is not within its parts, and its parts are not within it. It is not the mere collection, and it is not the shape.
他解释了这七个断言中的每一个的含义，但在随后的评论中亦简要地作出解释：当仔细分析时，發現本质并不存在，而是仅通过理所当然的存在而不受其约束，因此需仔细检查以寻找其中的本质。
在早期的佛教中，佛教對於自我有著另一种观点，佛教對於本质是一种疏远论。根据这种理解，不能将自我简化为叢束，因为没有任何东西可以回答自我的概念。因此，必须消除自我的观念。 

## 參看
- 人格同一性
- 佛教